# Gilgit-Baltistan
Gilgit-Baltistan (Urdu: گلگت - بلتستان, Balti: གིལྒིཏ་བལྟིསྟན, trước đây gọi là Các khu vực phía bắc (tiếng Urdu: شمالی علاقہ جات, Shumālī Ilāqe Jāt)), là thực thể chính trị nằm ở vùng Kashmir do Pakistan kiểm soát. Khu vực có ranh giới với tỉnh Khyber Pukhtunkhwa về phía tây, tỉnh Badakhshan của Afghanistan về phía bắc, khu tự trị Tân Cương của Trung Quốc ở phía đông và đông bắc, tỉnh Azad Kashmir ở phía tây nam, và bang Jammu và Kashmir do Ấn Độ kiểm soát ở phía đông nam. Gilgit-Baltistan có diện tích 72.971 km² (28.174 mi²) chủ yếu là những vùng núi cao. Dân số của khu vực ước tính là 1.000.000 người. Trung tâm hành chính là thành phố Gilgit (dân số 216.760).
| Đơn vị           | Quận        | Diện tích (km²) | Dân số (1998) | Trụ sở                |
| ---------------- | ----------- | --------------- | ------------- | --------------------- |
| Baltistan        | Ghanche     | 9.400           | 88.366        | Khaplu                |
|                  | Skardu      | 18.000          | 214.848       | Skardu                |
| Gilgit           | Gilgit      | 39.300          | 383.324       | Gilgit                |
|                  | Diamir      | 10.936          | 131.925       | Chilas                |
|                  | Ghizar      | 9.635           | 120.218       | Gahkuch               |
|                  | Astore      | 8.657           | 71.666        | Gorikot               |
|                  | Hunza-Nagar |                 |               | Aliabad, Sikandarabad |
|                  |             |                 |               |                       |
| Gilgit-Baltistan | 7 quận      | 72.971          | 970.347       | Gilgit                |